# 演绎定理
演绎定理是数理逻辑的一個核心規則，它清晰地描述元語言的純符號組合所做的演繹與逻辑语言裡的实质条件的聯繫。

## 簡介
演绎定理通常被視為元定理，也就是以元語言來描述的符號組合規則（也就是推理规则，如肯定前件）為基礎，配上邏輯公理（被認為＂永遠為真＂的一套合式公式）為前提去證明的某種規則，通常都有以下的形式：（以下{\displaystyle {\mathcal {A}}_{1},\,\cdots ,\,{\mathcal {A}}_{n}} 、 {\displaystyle {\mathcal {B}}} 為任意合式公式）
「若根據前提 {\displaystyle {\mathcal {A}}_{1},\,\cdots ,\,{\mathcal {A}}_{n}} 和公理與推理规则，可以推出 {\displaystyle {\mathcal {B}}} ，那對任意 {\displaystyle 1\leq {\mathcal {i}}\leq n} 也可以推出 {\displaystyle {\mathcal {A_{i}}}\Rightarrow {\mathcal {B}}}」
視為元定理的例子請參見一阶逻辑條目的演繹元定理。
但在某些逻辑系统中，演绎定理被定為基礎的推理规则。這種系統跟視為元定理的系統比較起來，推理的效力是等同的，所以在此並不贅述。

## 演绎的例子
证明 ((P→(Q→P))→R)→R:
- - (P→(Q→P))→R 1. 假设
  - P→(Q→P) 2. 公理 1
  - R 3. 肯定前件 2,1
- ((P→(Q→P))→R)→R 4. 演绎自 1 到 3 QED

## 从使用演绎元定理的演绎转换到公理化证明
在公理化版本的命题逻辑中，通常有着公理模式和推理规则(这里的 P、Q 和 H 可以被替换为任何命题)：
- 公理 1：P→(H→P)
- 公理 2：(H→(P→Q))→((H→P)→(H→Q))
- 推理规则肯定前件：从 P 和 P→Q 推出 Q

从这些公理和推理规则你可以快速的演绎出定理模式 P→P (参见命题演算)。选择这些公理模式使你能够容易的从它们推导出演绎定理。可以通过使用真值表验证来证实它们为重言式，而肯定前件保持真理。
假如我们有了 Γ 与 H 证明 C，并且我们希望证实 Γ 证明 H→C。对于在演绎中的每个步骤 S:
- 如果这个步骤是在 Γ 中的前提(重复步骤)或一个公理，我们可以应用肯定前件于公理 1：S→(H→S)，来得到 H→S。
- 如果这个步骤是 H 自身(假设步骤)，我们应用这个定理模式来得到 H→H。
- 如果这个步骤是应用肯定前件于 A 和 A→S 的结果，我们首先确保它们已经被转换成 H→A 和 H→(A→S)，并接着采用公理 2：(H→(A→S))→((H→A)→(H→S))，并应用肯定前件来得到 (H→A)→(H→S)，并接着再次应用来得到 H→S。

在这个证明的结束处我们有了所需要的 H→C，除了它现在只依赖于 Γ 而不再依赖于 H 之外。所以这个演绎步骤将消失，合并到是从 H 推导出的结论的前面步骤中。
为了最小化结果证明的复杂性，在转换之前要进行某些预处理。实际上不依赖于 H 的任何步骤(除了结论)都应当被移动到假设步骤之前并去缩进一个层次。并且任何其他不必要步骤(不用来得到结论或可以被绕过的)，比如不是结论的重复应当除去。
在转换期间，在演绎开始处(紧接着 H→H 步骤之后)放置所有的对公理 1 的肯定前件应用可能是有用的。
在转换肯定前件的时候，如果 A 在 H 的范围之外，则必须应用公理 1：A→(H→A)，和肯定前件来得到 H→A。类似的，如果 A→S 在 H 的范围之外，应用公理 1：(A→S)→(H→(A→S)) 和肯定前件来得到 H→(A→S)。做这二者不是必须的，除非肯定前件步骤是结论，因为二者都在这个范围之外，那么肯定前件应当已经被移动到 H 之前并且因此也在这个范围之外。
在Curry-Howard同构下，上述对演绎元定理的转换过程类似于从lambda 演算项到组合子逻辑项的转换过程，这里的公理 1 对应于 K 组合子，而公理 2 对应于 S 组合子。注意 I 组合子对应于定理模式 P→P。

## 转换的例子
要展示如何把自然演绎转换成公理化形式的证明，我们应用它于重言式 Q→((Q→R)→R)。实际上，知道可以这么做通常就足够了。我们通常使用自然演绎形式来替代更长的公理化证明。
首先，我们写使用自然演绎的证明:
- - Q 1. 假设
    - Q→R 2. 假设
    - R 3. 肯定前件 1,2

  - (Q→R)→R 4. 演绎自 2 到 3
- Q→((Q→R)→R) 5. 演绎自 1 到 4 QED

其次，我们转换内层的演绎为公理化证明:
- (Q→R)→(Q→R) 1. 定理模式 (A→A)
- ((Q→R)→(Q→R))→(((Q→R)→Q)→((Q→R)→R)) 2. 公理 2
- ((Q→R)→Q)→((Q→R)→R) 3. 肯定前件 1,2
- Q→((Q→R)→Q) 4. 公理 1
  - Q 5. 假设
  - (Q→R)→Q 6. 肯定前件 5,4
  - (Q→R)→R 7. 肯定前件 6,3
- Q→((Q→R)→R) 8. 演绎自 5 到 7 QED

第三，我们转换外层的演绎为公理化证明:
- (Q→R)→(Q→R) 1. 定理模式 (A→A)
- ((Q→R)→(Q→R))→(((Q→R)→Q)→((Q→R)→R)) 2. 公理 2
- ((Q→R)→Q)→((Q→R)→R) 3. 肯定前件 1,2
- Q→((Q→R)→Q) 4. 公理 1
- [((Q→R)→Q)→((Q→R)→R)]→[Q→(((Q→R)→Q)→((Q→R)→R))] 5. 公理 1
- Q→(((Q→R)→Q)→((Q→R)→R)) 6. 肯定前件 3,5
- [Q→(((Q→R)→Q)→((Q→R)→R))]→([Q→((Q→R)→Q)]→[Q→((Q→R)→R))]) 7. 公理 2
- [Q→((Q→R)→Q)]→[Q→((Q→R)→R))] 8. 肯定前件 6,7
- Q→((Q→R)→R)) 9. 肯定前件 4,8 QED

这三个步骤可以简洁的使用Curry-Howard同构表述为:
- 首先，在 lambda 演算中，函数 f = λa. λb. b a 有类型 q → (q → r) → r
- 其次，通过在 b 上的 lambda 除去，f = λa. s i (k a)
- 第三，通过在 a 上的 lambda 除去，f = s (k (s i)) k

## 引用
- Introduction to Mathematical Logic by Vilnis Detlovs and Karlis Podnieks （页面存档备份，存于）  Podnieks is a comprehensive tutorial.  See Section 1.5.